# Бобошевско поле
Бобошевското поле (или Бобошевска котловина) е част от Долно поле на Дупнишката котловина в Югозападна България, област Кюстендил, в поречието на река Струма.
Полето е разположено от двете страни на река Струма, при устието на левия ѝ приток Джерман. От запад се огражда от най-северните части (Руенска планина) на планината Влахина, от север – от най-южните части (Поглед планина) на Конявска планина, а от изток – от Северозападния дял на Рила. Чрез двата пролома на река Струма – на северозапад Скринския и на юг Кочериновския се свързва съответно с Кюстендилската и Благоевградската котловина. Максималната му дължина от север на юг е 6 – 7 km, а ширината от 1 до 4 km.
Дъното на полето е запълнено с плиоценски и кватернерни наслаги, а встрани от него има серия речни тераси с широко развитие на основната заливна тераса на Струма. Климатът е преходно-континентален с чувствително средиземноморско влияние. Отводнява се от река Струма и долните течения на двата ѝ притока Джерман (ляв) и Копривен (десен). Почвите са преобладаващо алувиално-ливадни в ниските речни тераси и канелени горски в периферните му части. Благоприятните климатични и почвени условия способстват за развитие на овощарство (основно производство на череши), зеленчукопроизводство, тютюнопроизводство и животновъдство.
В западната част на котловината на двата бряга на Струма е разположен град Бобошево, а в останалата ѝ част още 4 села: Драгодан, Мурсалево, Слатино и Сопово.
През котловината преминават участъци от два пътя от Държавната пътна мрежа:
- От север на юг, на протежение от 5,4 km – участък от първокласен път I-1 Видин – София – Благоевград – ГКПП „Кулата“;
- От изток на запад, на протежение от 4 km – участък от третокласен път III-104 Слатино – Невестино.[1]

Успоредно на първокласния път преминава и участък от трасето на жп линия София – Благоевград – Кулата.

## Топографска карта
- Лист от карта K-34-70. Мащаб: 1 : 100 000.
- Лист от карта K-34-71. Мащаб: 1 : 100 000.